# قورمه
قورمه یا قُرمه روشی برای آمادن کردن و نگهداری درازمدت گوشت بدون استفاده از سرما است. واژه قورمه از کلمه ترکی قاوورماق به معنای بریان کردن، سرخ کردن ریشه گرفته‌است.

## روش سنتی
در قدیم گوشت را به ابعاد کوچک خرد کرده و سپس گوشت خرد شده را می‌پختند. یک کیسه با استفاده از شکم گوسفند که دارای چربی فراوان است تهیه کرده و گوشت پخته شده را درون آن می‌ریختند. وقتی گوشت خشک می‌شود چربی روی آن می‌بندد و همانند کنسرو از ورود میکروب و انواع باکتری‌ها به درون گوشت جلوگیری می‌کند. اقوامی که در محل‌های ثابت بودند نیز گوشت‌ها را درون کوزه‌ای که درب آن با دنبه گوسفند پوشانده شده بود قرار می‌دادند و درون سردآب‌خانه‌های خود نگهداری می‌کردند، اما این ابداع بعدها برای اقوامی که محل سکونت ثابت نداشتند بسیار کارآمدتر بود. برای آن‌ها شکارهایی که در بین مسیر انجام می‌شد بدون امکان چنین روش کنسرواسیونی همگی هدر می‌رفت. اقوام عشایر و کوچ‌نشین‌ها در چنین مواقعی سریعاً گوشت را خوراک قورمه کرده و وارد کیسه‌های چربی می‌کردند تا بتوانند در مواقع دیگر نیز از آن‌ها استفاده کنند.
در گذشته‌های نه‌چندان دور مثلاً همین ۱۵۰ سال پیش مردم برای این که همیشه دسترسی به گوشت داشته باشند در نبود جریان برق و یخچال و فریزر، در اکثر اقلیم‌ها گوشت گوسفند (بدون استخوان و حتی با استخوان با ابعاد کوچک) را به‌همین صورت نگهداری می‌کردند. شاید برای شما جالب باشد که هم‌اکنون نیز در برخی روستاهای دورافتاده سیستان و بلوچستان و کوچ‌نشینان فعلی این روش همچنان کاربرد دارد.

## روش جدید
ابتدا گوشت و دنبه را در آب و کمی نمک نیم ساعت قرار داده تا ضد عفونی شود. بعد شتشو داده و صبر می‌کنیم تا آب آن برود، بعد گوشت و دنبه را به اندازه کوچک ریز می‌کنیم.
پس از خرد کردن داخل قابلمه ریخته و نصف لیوان آب اضافه می‌کنیم. گاز را روشن کرده و یک عدد پیاز متوسط را پوست کنده ولی از ته پیاز زیاد نمی‌بریم تا پیاز لایه‌هایش از هم جدا نشود و تا نیمه با چاقو برش می‌دهیم. نمک را اضافه کرده و شعله را خیلی خیلی کم کرده می‌گذاریم گوشت و دنبه بجوشند.
حدود ۴ ساعت پخت را ادامه می‌دهیم. تا آب قابلمه خیلی کم شود و گوشتها بپزد سپس پیاز را از داخل قابلمه خارج می‌کنیم در حین پخت گاهی مخلوط می‌کنیم. شعله زیاد کرده تا آب کامل خشک شود و گوشت کمی تفت بخورد. هم‌زمان هم بزنید که نسوزد. و بعد شعله را خاموش کرده و روغن اضافه را جدا کرده و بقیه را داخل شیشه ریخته و نگه می‌داریم.